# Apollophanes margareta
Apollophanes margareta is een spinnensoort in de taxonomische indeling van de renspinnen (Philodromidae).
Het dier behoort tot het geslacht Apollophanes. De wetenschappelijke naam van de soort werd voor het eerst geldig gepubliceerd in 1955 door Allen Lowrie & Willis J. Gertsch.